# Acraea zethes
Acraea zethes är en fjärilsart som beskrevs av Otto Staudinger 1885. Acraea zethes ingår i släktet Acraea och familjen praktfjärilar. Inga underarter finns listade i Catalogue of Life.